# 6 Heures de Spa 2015
Navigation
Édition précédente Édition suivante
Les 6 Heures de Spa 2015 sont la 35e édition de l'épreuve et la 2e manche du calendrier du Championnat du monde d'endurance FIA 2015, elles se déroulent le 2 mai 2015. La victoire est remportée par l'Audi no 7 (Tréluyer/Fässler/Lotterer) devant la Porsche no 18 (Dumas/Jani/Lieb).

## Circuit

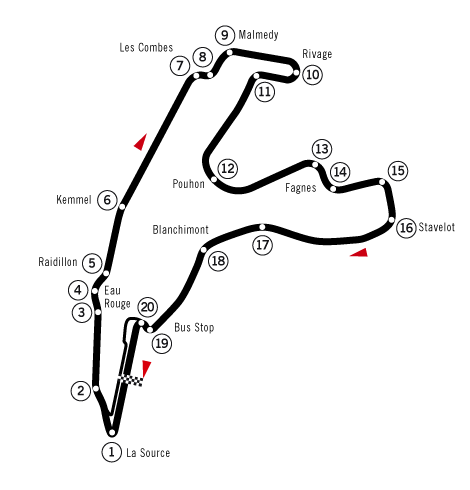
Le Circuit de Spa-Francorchamps, cadre des 6 Heures de Spa 2015.

Les 6 Heures de Spa 2015 se déroulent sur le Circuit de Spa-Francorchamps en Belgique, surnommé Le toboggan des Ardennes, en raison de son important dénivelé et de la présence de nombreuses courbes rapides. Certains de ses virages sont célèbres, comme l'Eau Rouge, Pouhon ou encore Blanchimont. Il est également caractérisé par de longues pleines charges, dues au fait que le tracé mesure plus de 7 km. Ce circuit est célèbre car il accueille la Formule 1 et qu'il est très ancré dans la compétition automobile.

## Qualifications
La pole position est réalisée par la Porsche no 17 (Bernhard/Webber/Hartley) en 1 min 54 s 767 devant les deux autres Porsches engagées, la no 19 et la no 18.
Voici le classement officiel au terme des qualifications. Les premiers de chaque catégorie sont signalés par un fond jauni.
| Position | Catégorie | Équipe                           | Temps          | Grille |
| -------- | --------- | -------------------------------- | -------------- | ------ |
| 1        | LMP1      | No. 17 Porsche Team              | 1 min 54 s 767 | 1      |
| 2        | LMP1      | No. 19 Porsche Team              | 1 min 55 s 025 | 2      |
| 3        | LMP1      | No. 18 Porsche Team              | 1 min 55 s 284 | 3      |
| 4        | LMP1      | No. 7 Audi Sport Team Joest      | 1 min 55 s 540 | 4      |
| 5        | LMP1      | No. 8 Audi Sport Team Joest      | 1 min 56 s 541 | 5      |
| 6        | LMP1      | No. 1 Toyota Racing              | 1 min 57 s 487 | 6      |
| 7        | LMP1      | No. 2 Toyota Racing              | 1 min 57 s 929 | 7      |
| 8        | LMP1      | No. 9 Audi Sport Team Joest      | 1 min 58 s 000 | 8      |
| 9        | LMP1      | No. 4 Team ByKolles              | 2 min 07 s 286 | 9      |
| 10       | LMP2      | No. 26 G-Drive Racing            | 2 min 07 s 761 | 10     |
| 11       | LMP2      | No. 43 Team SARD Morand          | 2 min 08 s 055 | 11     |
| 12       | LMP2      | No. 28 G-Drive Racing            | 2 min 08 s 258 | 12     |
| 13       | LMP2      | No. 38 Jota Sport                | 2 min 08 s 329 | 12     |
| 14       | LMP2      | No. 36 Signatech Alpine          | 2 min 08 s 901 | 14     |
| 15       | LMP2      | No. 30 Extreme Speed Motorsports | 2 min 09 s 989 | 15     |
| 16       | LMP2      | No. 42 Strakka Racing            | 2 min 11 s 655 | 16     |
| 17       | LMP2      | No. 31 Extreme Speed Motorsports | 2 min 16 s 721 | 17     |
| 18       | LMGTE Pro | No. 99 Aston Martin Racing       | 2 min 16 s 840 | 18     |
| 19       | LMGTE Pro | No. 51 AF Corse                  | 2 min 16 s 910 | 19     |
| 20       | LMGTE Pro | No. 97 Aston Martin Racing       | 2 min 17 s 831 | 20     |
| 21       | LMGTE Pro | No. 71 AF Corse                  | 2 min 17 s 526 | 21     |
| 22       | LMGTE Pro | No. 95 Aston Martin Racing       | 2 min 17 s 757 | 22     |
| 23       | LMGTE Pro | No. 91 Porsche Team Manthey      | 2 min 18 s 025 | 23     |
| 24       | LMGTE Pro | No. 92 Porsche Team Manthey      | 2 min 18 s 038 | 24     |
| 25       | LMP2      | No. 35 OAK Racing                | 2 min 18 s 487 | 25     |
| 26       | LMGTE Am  | No. 98 Aston Martin Racing       | 2 min 19 s 578 | 26     |
| 27       | LMGTE Am  | No. 50 Larbre Compétition        | 2 min 20 s 694 | 27     |
| 28       | LMGTE Am  | No. 88 Abu Dhabi-Proton Racing   | 2 min 21 s 142 | 28     |
| 29       | LMGTE Am  | No. 55 AF Corse                  | 2 min 21 s 893 | 29     |
| 30       | LMGTE Am  | No. 83 AF Corse                  | 2 min 21 s 958 | 30     |
| 31       | LMGTE Am  | No. 72 SMP Racing                | 2 min 22 s 909 | 31     |
| 32       | LMGTE Am  | No. 77 Dempsey Racing-Proton     | 2 min 23 s 303 | 32     |
| 33       | LMGTE Am  | No. 96 Aston Martin Racing       | 2 min 24 s 519 | 33     |
| –        | LMP2      | No. 47 KCMG                      | Pas de temps   |        |

## Résultats
Voici le classement officiel au terme de la course.
- Les vainqueurs de chaque catégorie sont signalés par un fond jauni.
- Pour la colonne Pneus, il faut passer le curseur au-dessus du modèle pour connaître le manufacturier de pneumatiques.

| Pos | Cat       | n° | Équipe                    | Pilotes                                               | Châssis                        | Pneus | Tours |
| Pos | Cat       | n° | Équipe                    | Pilotes                                               | Moteur                         | Pneus | Tours |
| --- | --------- | -- | ------------------------- | ----------------------------------------------------- | ------------------------------ | ----- | ----- |
| 1   | LMP1      | 7  | Audi Sport Team Joest     | André Lotterer Marcel Fässler Benoît Tréluyer         | Audi R18 e-tron quattro        | M     | 176   |
| 1   | LMP1      | 7  | Audi Sport Team Joest     | André Lotterer Marcel Fässler Benoît Tréluyer         | Audi TDI 4,0 L Turbo Diesel V6 | M     | 176   |
| 2   | LMP1      | 18 | Porsche Team              | Marc Lieb Romain Dumas Neel Jani                      | Porsche 919 Hybrid             | M     | 176   |
| 2   | LMP1      | 18 | Porsche Team              | Marc Lieb Romain Dumas Neel Jani                      | Porsche 2,0 L Turbo V4         | M     | 176   |
| 3   | LMP1      | 17 | Porsche Team              | Timo Bernhard Brendon Hartley Mark Webber             | Porsche 919 Hybrid             | M     | 175   |
| 3   | LMP1      | 17 | Porsche Team              | Timo Bernhard Brendon Hartley Mark Webber             | Porsche 2,0 L Turbo V4         | M     | 175   |
| 4   | LMP1      | 9  | Audi Sport Team Joest     | Marco Bonanomi Filipe Albuquerque René Rast           | Audi R18 e-tron quattro        | M     | 174   |
| 4   | LMP1      | 9  | Audi Sport Team Joest     | Marco Bonanomi Filipe Albuquerque René Rast           | Audi TDI 4,0 L Turbo Diesel V6 | M     | 174   |
| 5   | LMP1      | 2  | Toyota Racing             | Alexander Wurz Stéphane Sarrazin Mike Conway          | Toyota TS040 Hybrid            | M     | 173   |
| 5   | LMP1      | 2  | Toyota Racing             | Alexander Wurz Stéphane Sarrazin Mike Conway          | Toyota 3,7 L V8                | M     | 173   |
| 6   | LMP1      | 19 | Porsche Team              | Nico Hülkenberg Earl Bamber Nick Tandy                | Porsche 919 Hybrid             | M     | 173   |
| 6   | LMP1      | 19 | Porsche Team              | Nico Hülkenberg Earl Bamber Nick Tandy                | Porsche 2,0 L Turbo V4         | M     | 173   |
| 7   | LMP1      | 8  | Audi Sport Team Joest     | Loïc Duval Lucas di Grassi Oliver Jarvis              | Audi R18 e-tron quattro        | M     | 168   |
| 7   | LMP1      | 8  | Audi Sport Team Joest     | Loïc Duval Lucas di Grassi Oliver Jarvis              | Audi TDI 4,0 L Turbo Diesel V6 | M     | 168   |
| 8   | LMP1      | 1  | Toyota Racing             | Anthony Davidson Sébastien Buemi                      | Toyota TS040 Hybrid            | M     | 162   |
| 8   | LMP1      | 1  | Toyota Racing             | Anthony Davidson Sébastien Buemi                      | Toyota 3,7 L V8                | M     | 162   |
| 9   | LMP2      | 38 | Jota Sport                | Simon Dolan Harry Tincknell Mitch Evans               | Gibson 015S                    | D     | 161   |
| 9   | LMP2      | 38 | Jota Sport                | Simon Dolan Harry Tincknell Mitch Evans               | Nissan VK45DE 4,5 L V8         | D     | 161   |
| 10  | LMP2      | 28 | G-Drive Racing            | Gustavo Yacamán Ricardo González Pipo Derani          | Ligier JS P2                   | D     | 160   |
| 10  | LMP2      | 28 | G-Drive Racing            | Gustavo Yacamán Ricardo González Pipo Derani          | Nissan VK45DE 4,5 L V8         | D     | 160   |
| 11  | LMP2      | 43 | Team SARD Morand          | Oliver Webb Pierre Ragues Zoël Amberg (en)            | Morgan LMP2 Evo                | D     | 159   |
| 11  | LMP2      | 43 | Team SARD Morand          | Oliver Webb Pierre Ragues Zoël Amberg (en)            | SARD 3,6 L V8                  | D     | 159   |
| 12  | LMP2      | 47 | KCMG                      | Matthew Howson Richard Bradley Nicolas Lapierre       | Oreca 05                       | D     | 159   |
| 12  | LMP2      | 47 | KCMG                      | Matthew Howson Richard Bradley Nicolas Lapierre       | Nissan VK45DE 4,5 L V8         | D     | 159   |
| 13  | LMP2      | 36 | Signatech Alpine          | Nelson Panciatici Paul-Loup Chatin Vincent Capillaire | Alpine A450b                   | D     | 159   |
| 13  | LMP2      | 36 | Signatech Alpine          | Nelson Panciatici Paul-Loup Chatin Vincent Capillaire | Nissan VK45DE 4,5 L V8         | D     | 159   |
| 14  | LMP2      | 42 | Strakka Racing            | Nick Leventis Jonny Kane Danny Watts                  | Dome S103                      | M     | 156   |
| 14  | LMP2      | 42 | Strakka Racing            | Nick Leventis Jonny Kane Danny Watts                  | Nissan VK45DE 4,5 L V8         | M     | 156   |
| 15  | LMP2      | 35 | OAK Racing                | Jacques Nicolet Jean-Marc Merlin Erik Maris           | Ligier JS P2                   | D     | 152   |
| 15  | LMP2      | 35 | OAK Racing                | Jacques Nicolet Jean-Marc Merlin Erik Maris           | Nissan VK45DE 4,5 L V8         | D     | 152   |
| 16  | LMGTE Pro | 99 | Aston Martin Racing V8    | Fernando Rees Alex MacDowall Richie Stanaway          | Aston Martin V8 Vantage GTE    | M     | 151   |
| 16  | LMGTE Pro | 99 | Aston Martin Racing V8    | Fernando Rees Alex MacDowall Richie Stanaway          | Aston Martin 4,5 L V8          | M     | 151   |
| 17  | LMGTE Pro | 92 | Porsche Team Manthey      | Richard Lietz Frédéric Makowiecki                     | Porsche 911 RSR (991)          | M     | 151   |
| 17  | LMGTE Pro | 92 | Porsche Team Manthey      | Richard Lietz Frédéric Makowiecki                     | Porsche 4,0 L Flat-6           | M     | 151   |
| 18  | LMGTE Pro | 91 | Porsche Team Manthey      | Kévin Estre Sven Müller                               | Porsche 911 RSR (991)          | M     | 151   |
| 18  | LMGTE Pro | 91 | Porsche Team Manthey      | Kévin Estre Sven Müller                               | Porsche 4,0 L Flat-6           | M     | 151   |
| 19  | LMGTE Pro | 51 | AF Corse                  | Gianmaria Bruni Toni Vilander                         | Ferrari 458 Italia GT2         | M     | 151   |
| 19  | LMGTE Pro | 51 | AF Corse                  | Gianmaria Bruni Toni Vilander                         | Ferrari 4,5 L V8               | M     | 151   |
| 20  | LMGTE Pro | 97 | Aston Martin Racing       | Darren Turner Stefan Mücke Rob Bell                   | Aston Martin V8 Vantage GTE    | M     | 150   |
| 20  | LMGTE Pro | 97 | Aston Martin Racing       | Darren Turner Stefan Mücke Rob Bell                   | Aston Martin 4,5 L V8          | M     | 150   |
| 21  | LMGTE Pro | 95 | Aston Martin Racing       | Christoffer Nygaard Marco Sørensen                    | Aston Martin V8 Vantage GTE    | M     | 150   |
| 21  | LMGTE Pro | 95 | Aston Martin Racing       | Christoffer Nygaard Marco Sørensen                    | Aston Martin 4,5 L V8          | M     | 150   |
| 22  | LMGTE Pro | 71 | AF Corse                  | Davide Rigon James Calado                             | Ferrari 458 Italia GT2         | M     | 150   |
| 22  | LMGTE Pro | 71 | AF Corse                  | Davide Rigon James Calado                             | Ferrari 4,5 L V8               | M     | 150   |
| 23  | LMP2      | 31 | Extreme Speed Motorsports | Ed Brown Johannes van Overbeek Jon Fogarty            | Ligier JS P2                   | D     | 149   |
| 23  | LMP2      | 31 | Extreme Speed Motorsports | Ed Brown Johannes van Overbeek Jon Fogarty            | Honda HR28TT 2,8 L Turbo V6    | D     | 149   |
| 24  | LMGTE Am  | 98 | Aston Martin Racing       | Paul Dalla Lana Pedro Lamy Mathias Lauda              | Aston Martin V8 Vantage GTE    | M     | 148   |
| 24  | LMGTE Am  | 98 | Aston Martin Racing       | Paul Dalla Lana Pedro Lamy Mathias Lauda              | Aston Martin 4,5 L V8          | M     | 148   |
| 25  | LMGTE Am  | 83 | AF Corse                  | François Perrodo Emmanuel Collard Rui Águas           | Ferrari 458 Italia GT2         | M     | 148   |
| 25  | LMGTE Am  | 83 | AF Corse                  | François Perrodo Emmanuel Collard Rui Águas           | Ferrari 4,5 L V8               | M     | 148   |
| 26  | LMGTE Am  | 72 | SMP Racing                | Viktor Shaitar Aleksey Basov Andrea Montermini        | Ferrari 458 Italia GT2         | M     | 147   |
| 26  | LMGTE Am  | 72 | SMP Racing                | Viktor Shaitar Aleksey Basov Andrea Montermini        | Ferrari 4,5 L V8               | M     | 147   |
| 27  | LMGTE Am  | 88 | Abu Dhabi-Proton Racing   | Christian Ried Klaus Bachler Khalded Al Qubaisi       | Porsche 911 RSR (991)          | M     | 146   |
| 27  | LMGTE Am  | 88 | Abu Dhabi-Proton Racing   | Christian Ried Klaus Bachler Khalded Al Qubaisi       | Porsche 4,0 L Flat-6           | M     | 146   |
| 28  | LMGTE Am  | 77 | Dempsey Racing-Proton     | Patrick Dempsey Patrick Long Marco Seefried           | Porsche 911 RSR (991)          | M     | 145   |
| 28  | LMGTE Am  | 77 | Dempsey Racing-Proton     | Patrick Dempsey Patrick Long Marco Seefried           | Porsche 4,0 L Flat-6           | M     | 145   |
| 29  | LMGTE Am  | 96 | Aston Martin Racing       | Roald Goethe Stuart Hall Francesco Castellacci        | Aston Martin V8 Vantage GTE    | M     | 138   |
| 29  | LMGTE Am  | 96 | Aston Martin Racing       | Roald Goethe Stuart Hall Francesco Castellacci        | Aston Martin 4,5 L V8          | M     | 138   |
| 30  | LMP2      | 30 | Extreme Speed Motorsports | Scott Sharp Ryan Dalziel David Heinemeier Hansson     | Ligier JS P2                   | D     | 134   |
| 30  | LMP2      | 30 | Extreme Speed Motorsports | Scott Sharp Ryan Dalziel David Heinemeier Hansson     | Honda HR28TT 2,8 L Turbo V6    | D     | 134   |
| 31  | LMP2      | 26 | G-Drive Racing            | Roman Rusinov Julien Canal Sam Bird                   | Ligier JS P2                   | D     | 124   |
| 31  | LMP2      | 26 | G-Drive Racing            | Roman Rusinov Julien Canal Sam Bird                   | Nissan VK45DE 4,5 L V8         | D     | 124   |
| Abd | LMGTE Am  | 55 | AF Corse                  | Duncan Cameron Alex Mortimer Matt Griffin             | Ferrari 458 Italia GT2         | M     | 128   |
| Abd | LMGTE Am  | 55 | AF Corse                  | Duncan Cameron Alex Mortimer Matt Griffin             | Ferrari 4,5 L V8               | M     | 128   |
| Abd | LMGTE Am  | 50 | Larbre Compétition        | Gianluca Roda Paolo Ruberti Kristian Poulsen          | Chevrolet Corvette C7.R        | M     | 61    |
| Abd | LMGTE Am  | 50 | Larbre Compétition        | Gianluca Roda Paolo Ruberti Kristian Poulsen          | Chevrolet 5,5 L V8             | M     | 61    |
| Abd | LMP1      | 4  | Team ByKolles             | Simon Trummer Vitantonio Liuzzi Christian Klien       | CLM P1/01                      | M     | 46    |
| Abd | LMP1      | 4  | Team ByKolles             | Simon Trummer Vitantonio Liuzzi Christian Klien       | AER P60 Turbo V6               | M     | 46    |

## Faits marquants
Nico Hülkenberg est le premier pilote de Formule 1 en activité à participer au Championnat du monde d'endurance FIA.